# Nate Dusing
Nathaniel ("Nate") James Dusing (Villa Hills, 25 november 1978) is een voormalig internationaal topzwemmer uit de Verenigde Staten, die zijn vaderland tweemaal vertegenwoordigde bij de Olympische Spelen: in 2000 en 2004. Op beide toernooien won hij een medaille als seriezwemmer van de Amerikaanse estafetteploeg op de 4x200 m vrije slag: zilver in Sydney (2000), brons in Athene (2004). Met Michael Phelps, Neil Walker en Jason Lezak won hij de wereldtitel bij de WK zwemmen 2005 in Montréal.